# Maurice Cuzin
Maurice Cuzin fou un ciclista amateur francès, que es va especialitzar en la pista. Va guanyar una medalla de plata al Campionat del món de Mig fons de 1909, per darrere de l'anglès Leon Meredith.